# Robert A. Shaw
Robert A. Shaw (* 2. November 1924 in Wien als Robert Arthur Schlesinger; † 23. Juli 2022) war ein britischer Chemiker österreichischer Abstammung.

## Leben
Robert A. Shaw wurde in Wien als Robert A. Schlesinger in eine wohlhabende jüdische Familie geboren; sein Großvater Robert Schlesinger führte einen Handel mit Luxusschuhen. Nach dem „Anschluss“ 1938 wurde die Familie enteignet, mehrere Familienmitglieder wurden in Konzentrationslagern ermordet. Der vierzehnjährige Robert Schlesinger kam am 5. Juli 1939 mit einem Kindertransport nach England. Vorerst arbeitete er in der Landwirtschaft in Suffolk und später als Fahrradbote und Dreher in London. Er meldete sich freiwillig zur Armee und diente im Zweiten Weltkrieg mit den Royal Fusiliers in Asien, unter anderem in Indien und Burma.
Nach dem Krieg studierte er von 1947 bis 1953 Chemie und wurde danach am Birkbeck College der University of London angestellt, wo er 1956 zum Lecturer und 1965 zum Professor ernannt wurde. Sein Hauptforschungsgebiet waren Stickstoff-Phosphor-Analoge von organischen Kohlenstoffverbindungen, sogenannte Phosphazene. Er ist Ehrendoktor der Universität Paul Sabatier in Toulouse und der Technischen Universität Gebze. Im März 2018 wurde ihm ein Ehrendoktorat der Universität Wien verliehen.
Shaw starb im Juli 2022 im Alter von 97 Jahren. Shaw war ab 1980 mit der Physikerin und Kristallographin Leyla Suheyla Shaw verheiratet und war Vater von zwei Kindern, den Ärzten Robert jr. Shaw und Lily Shaw.